# Bądź wariatem – zagraj z Katem
Bądź wariatem – zagraj z Katem – pierwszy minialbum polskiej grupy muzycznej Kat, wydany został w 1997 roku nakładem wytwórni muzycznej Silverton. Do wydawnictwa była dołączona gra planszowa.

## Lista utworów
1. „Płaszcz skrytobójcy” (wersja skrócona) – 4:13
2. „Wierzę” (wersja zdigitalizowana) – 4:19
3. „Płaszcz skrytobójcy” (wersja zdigitalizowana) – 4:22
4. „Trzeba zasnąć” (wersja skrócona) – 3:05